# Фишер, Роберт Джеймс
Ро́берт Джеймс (Бо́бби) Фи́шер (англ. Robert James “Bobby” Fischer; 9 марта 1943[…], Чикаго, Иллинойс[…] — 17 января 2008, Рейкьявик[…]) — американский шахматист, гроссмейстер (1958), 11-й чемпион мира (1972—1975).
Фишер проявил большое мастерство в шахматах с раннего возраста: в 13 лет он стал чемпионом США среди юниоров, в 14 лет победил во взрослом чемпионате США, в 15 лет стал самым молодым на тот момент гроссмейстером (удерживал титул до 1991 года) и самым молодым претендентом на первенство мира.
В 20 лет выиграл чемпионат США 1963/64, одержав 11 побед в 11 партиях, что является единственным идеальным результатом за всю историю турнира. Выиграл межзональный турнир 1970 с рекордным перевесом в 3,5 очка, одержал две победы со счётом 6:0 в матчах претендентов 1971, к июлю 1971 года имел наивысший на тот момент рейтинг Эло. Выиграл матч за звание чемпиона мира 1972 у Бориса Спасского.
После этого он перестал выступать в официальных шахматных соревнованиях. В 1975 году выдвинул условия проведения матча на первенство мира, которые были сочтены ФИДЕ неприемлемыми. Попытки договориться с ним оказались безуспешными, и Фишера лишили звания чемпиона мира, а новым стал Анатолий Карпов, победивший в матчах претендентов 1974.
После утраты титула Фишер стал затворником. В 1992 году он выиграл неофициальный матч-реванш у Спасского в Югославии, что привело к конфликту с правительством США и выдаче приказа на его арест. Фишер жил в Европе, затем в Южной Азии, в 2004 году был арестован в Японии и в течение нескольких месяцев содержался под стражей. В 2005 году получил исландский паспорт и гражданство в соответствии с особым актом Альтинга, разрешающим ему жить в Исландии, где и прожил до своей смерти в 2008 году.
Фишер внёс немало долгосрочных вкладов в развитие шахмат. В 1990-х годах он запатентовал модифицированную шахматную хронометражную систему, которая увеличивает время после каждого хода, и теперь её использование представляет собой стандартную практику в лучших турнирах и матчах. Он также изобрёл Фишер-рэндом — новый вариант шахмат, известный сегодня как шахматы Фишера.
Фишер представлял США на Олимпиадах 1960, 1962, 1966, 1970 годов, где сыграл 65 партий: 40 побед, 7 поражений и 18 ничьих.

## Биография

### Происхождение и детство
В 1933 году немецкий физик, биолог, коммунист Ханс Герхард Фишер женился в Москве на 20-летней еврейке, медсестре швейцарского происхождения Регине Вендер. Она училась в Первом Московском медицинском институте.
Ханс Герхард отправился в Испанию для участия в гражданской войне на стороне республиканцев, а в 1938 году вернулся в Москву, где у пары родилась дочь Джоан. В 1939 году супруги покинули СССР, перед началом Второй мировой войны переехали во Францию, но нападение Германии заставило их перебраться в Америку. С этого момента семья жила раздельно: Регина — в США под постоянным надзором ФБР, а Герхард — в Аргентине, затем в Чили, поскольку ему, как коммунисту, не был разрешён въезд в США. После окончания Второй мировой войны Герхард вернулся в Германию, тогда как Регина с маленькими детьми осела в Нью-Йорке.
Будущий чемпион мира родился в Чикаго. В 2002 году The Philadelphia Inquirer со ссылкой на отчёт ФБР опубликовали статью, в которой утверждалось, что отцом Фишера был учёный-математик Пауль (Пол) Феликс Неменьи — венгерский еврей, бежавший из нацистской Германии в США, где в итоге стал участником Манхэттенского проекта. По этой причине ФБР постоянно следило за ним и его гражданской женой Региной Вендер. Он дважды безуспешно пытался отсудить у Регины право воспитывать Роберта. В 1945 году Регина начала процедуру развода, у неё началась ипохондрия. Пытаясь найти квалифицированную работу, Регина в 1949 году (по другим данным, в 1950 году) переехала в Бруклин, где Бобби вскоре начал шахматную карьеру.
После этого Неменьи не принимал участия в воспитании Бобби, а Регина тратила почти всё своё время на работу частной медсестрой, поэтому материнские обязанности возложила на дочь Джоан. Фактически Фишер воспитывал сам себя и в будущем не простил матери того времени, когда не знал, где находится его отец. В 16 лет он бросил Среднюю школу Эразмус Холл, чтобы больше времени уделять шахматам. Некоторые тесты, которые Фишер решал во время учёбы, показали, что коэффициент его интеллекта находился на уровне коэффициента Альберта Эйнштейна.
Фишер говорил: «Всё, что я хочу когда-либо делать, — это играть в шахматы». Регина, узнав, что Фишер бросил школу, на следующий день разместила в Бруклинском Орле объявление о поиске шахматного учителя. Публикацию увидел журналист и любитель шахмат Герман Хельмс, благодаря которому Фишер начал заниматься в шахматном клубе Бруклина, а позже сам продолжил в манхэттенском клубе.
С детства Фишер вёл затворнический образ жизни, а также привлекал к себе внимание не только феноменальными шахматными успехами, но и неординарными, часто скандальными заявлениями. О школе Фишер сказал: «То, чему вас учат в школе, я не могу использовать ни так, ни иначе», а также «В школе нечему учиться. Учителя глупы. Нельзя, чтобы учителями работали женщины. В моей школе только учитель физкультуры был неглуп — он неплохо играл в шахматы». В интервью Harper's Magazine в 1962 году заявил, что «в шахматах слишком много евреев».

### Карьера
Фишер научился играть в шахматы в 6 лет, спустя 3 года выступил на первом турнире. В 1955 году стал членом Манхэттенского шахматного клуба. Ещё до начала карьеры его целью было завоевание титула чемпиона мира. В 13 лет и 4 месяца Фишер стал самым молодым победителем юношеского чемпионата США. В 1956 году Фишер сыграл в составе нью-йоркского Log Cabin Chess Club против кубинского Capablanka Club. Его команда проиграла 2-5, но Фишер (вместе с товарищем на 1-й доске) одержал победу над Хосе Родригесом Флоридо — она стала 1-й для него за пределами США.

В 1956 году Фишер выиграл чемпионат США среди юниоров, набрав 8+1⁄2 из 10. Годом ранее набрал только половину очков. Первым крупным турниром стал круговой Розенвальд-турнир в Нью-Йорке в октябре 1956 года, где он набрал 4+1⁄2 из 11, а 1-е место занял Самуэль Решевский. Позже Фишер выиграл опен-турниры в Кливленде и Нью-Джерси. В 1957 году ещё раз выиграл юношеский чемпионат США, а на других соревнованиях входил в топ-10 несколько раз. Фишер принимал участие во многих международных турнирах и благодаря своим достижениям стал всё чаще фигурировать в американской прессе.
В 1958 году получил международное признание. Будущий чемпион мира выиграл чемпионат США в возрасте 14 лет и 10 месяцев, позже стал самым молодым гроссмейстером в истории на тот момент (15 лет и 6 месяцев). Рекорд удерживал до 1991 года, пока его не побила Юдит Полгар (15 лет, 4 месяца и 28 дней). В 2003 году Хикару Накамура также побил рекорд Фишера, став самым молодым гроссмейстером в США (15 лет, 2 месяца и 19 дней).
Выиграв чемпионат США, Фишер получил право на участие в межзональном турнире 1958, перед которым американская шахматная федерация обратилась к советской с предложением организовать Фишеру два тренировочных матча с Борисом Спасским и Евгением Васюковым. Мать Фишера вела переговоры лично с Никитой Хрущёвым, чтобы получить приглашение на Всемирный фестиваль молодёжи и студентов. Спустя год семья отправилась в Москву. Утверждалось, что Фишер в течение длительного времени был на подозрении ФБР как предполагаемый агент советской разведки и, по предположениям, мог быть завербован во время этой поездки. На подозрения наводило знание Фишером русского языка, а главное — личность его матери, Регины, которая не скрывала своих левых убеждений. Приехав в Москву, Фишер хотел сыграть матч с чемпионом мира Михаилом Ботвинником, который незадолго до этого вернул титул в матче-реванше со Василием Смысловым, но такой возможности не было. Фишер провёл в Москве 2 недели, и его визит закончился неудачно: обыграв сильных мастеров Москвы — Евгения Васюкова, Александра Никитина и других — он долго не мог найти сильного соперника. В итоге сыграл матч из 10 партий с Тиграном Петросяном и выиграл 6-4, хотя согласно другим источникам, например, самому Петросяну, Фишер проиграл, и такой результат придумали СМИ, дабы сделать сенсацию.
Затем по просьбе матери Фишера Шахматный союз Югославии принял Фишера за месяц до начала межзонального турнира и организовал два матча: с Драголюбом Яношевичем и Миланом Матуловичем. Первый закончился вничью, второй выиграл Фишер. По его требованию игра проходила при закрытых дверях, записи партий и результаты не публиковались. Спустя 30 лет была опубликована часть переписки Регины с Югославским шахматным союзом, в частности письмо, в котором мать давала рекомендации по общению с Фишером:

Бобби терпеть не может давать сеансы одновременной игры, и поэтому прошу вас не планировать никаких выступлений. Останавливаться предпочитает в отелях, а не в частных квартирах. Он прекрасно чувствует себя в обществе шахматистов, но не любит привлекать к себе чрезмерного внимания и особенно не терпит журналистов, пытающихся проникнуть в его личную жизнь, — с интервью к нему лучше не обращаться. Сын носит простые спортивные куртки и не признаёт костюмов и галстуков. Не курит, не пьёт и не встречается с девушками. Не умеет танцевать. Увлекается плаванием, теннисом, лыжами, коньками и хотел бы перед турниром пройти продуманную программу спортивной подготовки. Последний год был весьма напряжённым для Бобби: он усердно занимался в школе и много играл, подвергся операции — ему удалили гланды. Поэтому нуждается в активном отдыхе и восстановлении физической формы.
На межзональном турнире 1958 Фишер занял 6-е место и стал самым молодым в истории шахматистом, который квалифицировался на турнир претендентов.

На тот момент Фишер ещё не знал, кто на самом деле является его отцом. После разговора с матерью он узнал, что Неменьи умер в 1952 году, а Ганс Герхард Фишер проживает в Сантьяго-де-Чили. В 1959 году Роберт съездил в Южную Америку. Поездка включала в себя и шахматные турниры, но его настоящей целью было увидеться с предполагаемым отцом Гансом Герхардом. Современники рассказывали, что во время визита Фишер был замкнутым и одиноким, мало говорил, боялся отравлений и покушений, поэтому постоянно ходил с посольской охраной. Он так и не встретился с предполагаемым отцом, а впоследствии отмечал, что дети, растущие без отца, становятся волками.
Во второй половине 1959 года он отправился в Европу и перед турниром претендентов сыграл в турнире в Цюрихе, где занял 3-е место. На ТП Фишер выиграл первые партии у Смыслова и Пауля Кереса, но Керес отыгрался, а позже советские шахматисты стали побеждать Фишера. В итоге он поделил 5-6-е места, причём микроматч с победителем Михаилом Талем проиграл 0-4. В начале 1960 года Фишер в третий раз подряд выиграл чемпионат США, после чего снова посетил Южную Америку и разделил 1-2 места со Спасским в турнире в Мар-дель-Плате. В турнире в Буэнос-Айресе Фишер занял 16-е место, что стало худшим результатом для него. В октябре 1960 года Фишер отправился в Исландию и выиграл турнир в её столице. Он отказался играть на Олимпиаде 1958, так как 1-ю доску отдали Самуэлю Решевскому, зато к 1960 году стало ясно, что Фишер — сильнейший шахматист США. На Олимпиаде 1960 сборная США заняла 2-е место, набрав 29 очков, на 5 очков меньше, чем у сборной СССР. Фишер набрал 13 очков из 18. Отношения Регины Вендер и Фишера так и не стали лучше, и после Олимпиады она сказала, что уезжает в Калифорнию вместе с дочерью.
Семейный кризис побудил Фишера ещё больше сконцентрироваться на шахматах — он занимался ими по 14 часов в день, читал около 50 шахматных журналов в месяц, а в каждой комнате его квартиры были доски с фигурами и книги с диаграммами. Кроме того, изучал испанский, немецкий, сербско-хорватский и русский языки.
В 1961 году Фишер в четвёртый раз подряд стал чемпионом США и занял 2-е место на турнире в Бледе, где впервые обыграл чемпиона мира Михаила Таля. На сеансе одновременной игры в Баня-Луке Фишеру стало плохо, ему диагностировали воспаление аппендикса. Он боялся анестезии и операций, 3 дня лежал в больнице, играя в шахматы с Димитрие Белицей. Врачи решили операцию не делать.

### Продолжение карьеры, скандалы
Фишер выиграл межзональный турнир 1962 с результатом +13-0=9. Он квалифицировался на последний (до 1985 года) турнир претендентов и занял там 4-е место после Петросяна, Кереса и Ефима Геллера. Позже Фишер опубликовал статью в Sports Illustrated, в которой обвинил их в договорных ничьих, которые они делали, чтобы не подпускать других претендентов к 1-му месту, он также говорил, что русский контроль в шахматах достиг такого уровня, когда честное соревнование за звание чемпиона мира уже невозможно. В знак протеста Фишер не участвовал в претендентских циклах 1962—1964, сказав, что вернётся только в том случае, если турнир претендентов будет проходить по олимпийской системе. Фишер представлял США на Олимпиаде 1962 и показал результат +8-3=6, а в составе сборной занял 4-е место (25 очков) после СССР (31,5), Югославии (28) и Аргентины (26).
На протяжении трёх лет Фишер не выезжал из США. В 1963 году стал чемпионом США, выиграв все 11 партий, что является единственным таким результатом в истории. Также Фишер выигрывал чемпионаты Запада и штата Нью-Йорк, в 1964 году ещё раз стал чемпионом страны.
В 1965 году вернулся на международные соревнования. Он хотел сыграть в Мемориале Капабланки, но Госдеп США запретил ему посещать Кубу в связи с санкциями. Кроме того, американские СМИ обвинили Фишера в том, что он хотел пропагандировать идеи Фиделя Кастро. Он написал кубинскому лидеру письмо, в котором попросил правительство не использовать политические дивиденды его участия в турнире, а Кастро сказал, что несправедливы не только обвинения в пропаганде, но и слова Фишера тоже. В итоге будущий чемпион мира играл заочно по телетайпу под контролем арбитра Дж. Р. Райнхарта и поделил 2-е место, отстав от Смыслова на ½ очка.
В 1966 году занял 2-е место на Кубке Пятигорского, отстав от Спасского на ½ очка. На Олимпиаде Фишер показал результат +14-1=2 и в составе сборной занял 2-е место (34,5 очка у США, 39,5 у СССР). В декабре ещё раз стал чемпионом США, в 1967 году сделал это в восьмой раз — больше, чем кто-либо ещё в истории. Потом Фишер выиграл турниры в Скопье и Монте-Карло.
Принял участие в межзональном турнире 1967, но снялся после 10 партий (шёл с результатом +7-3=0) из-за конфликта с организаторами. Турнирный график был согласован за месяц до начала. Фишер обнаружил усталость после отложенных партий с Виктором Корчным и Бентом Ларсеном, поэтому решил пропустить один тур. Он также пожаловался на сложный турнирный график, слабый свет, раздражающих фотографов и сказал, что не может играть в пятницу, а в субботу только ранее 19:00. Фишер хотел, чтобы его партии начинались не ранее 16:00, поскольку он привык поздно просыпаться. Организаторы приняли это к сведению, но затем Фишер потребовал, чтобы по субботам и другие участники начинали свои партии в то же время, и это требование организаторы не выполнили. Комитет не принял требование Фишера добавить дни отдыха в длительный турнир, поэтому Фишер выбыл из него и отправился в город Тунис. Фишеру присудили техническое поражение за неявку, но президент Шахматной федерации Туниса Рида Белькади уговорил его вернуться. Он выиграл партии у Решевского и Роберта Бирна, но снова пропустил игру с Айварсом Гипслисом, после чего окончательно покинул турнир. После новых переговоров снова согласился продолжить, но попросил перенести начало следующей партии с Ларсеном с 6 на 7 часов, чтобы успеть доехать. Ларсен согласился. Фишеру выделили машину, но в 18:00 он позвонил организаторам и уговаривал их дать ему возможность сыграть пропущенные партии, на что получил отказ. Фишер попросил перенести партию, но Ларсен также отказался. В итоге он получил третье техническое поражение и, всё ещё оставаясь на 1-м месте, выбыл из турнира.
Позже Фишер выиграл турниры в Нетанье, Виковцах и Загребе. Хотел представить США на Олимпиаде 1968 в Швейцарии, потребовав себе отдельную комнату без зрителей и со специальным освещением, но так и не сыграл на соревновании после отказа выполнить его требования. После этого Фишер полетел в Англию, где жила его мать, с которой он не виделся 7 лет; к этому моменту она вышла замуж за английского профессора Сирилома Пастенома. Затем Фишер перелетел в Пасадину, где читал «Майн Кампф» и «Протоколы сионских мудрецов» и 1,5 года не играл в турнирах, даже в чемпионате США, который был зональным турниром, и не появлялся на публике. В обществе думали, что он «готовился, чтобы победить русских» или что «стал параноиком».
В 1970 году Фишер сыграл в матче века между сборными СССР и мира, победив на 2-й доске Петросяна со счётом 3-1. После матча он выиграл чемпионат мира по блицу с результатом +17-1=4, воспроизведя позже все партии по памяти. Юрий Авербах в статье The New York Times заявил: «Есть определённый магнетизм и странное воздействие личности Фишера; его противники интеллектуально ломаются после нескольких сделанных им ходов». В августе Фишер выиграл турнир в Буэнос-Айресе, опередив ближайших соперников на 3 очка, после чего сыграл на Олимпиаде.
В конце 1970 года Фишер выиграл межзональный турнир с рекордным перевесом в 3,5 очка (проиграл единственную партию Ларсену). В матчах претендентов 1971 его выступления также достигли рекордных показателей — он победил Марка Тайманова и Ларсена со счётом 6-0 в обоих поединках, а в финале со счётом 6½-2½ победил Петросяна, завоевав право на матч со Спасским (до 1972 года счёт был 4-1 в пользу Спасского). При сложении результатов обоих турниров Фишер выиграл 19 партий подряд (не проиграв ни одной, без учёта ничьих) у сильнейших гроссмейстеров. Впоследствии Фишер был недоволен тем, что в 23-м туре межзонального турнира его соперник Оскар Панно, который не подчинился решению организаторов перенести партию, и вовсе на неё не пришёл, в случае успеха Фишера в этой партии чистых побед у него могло бы быть 20.
В результате Фишер набрал рекордный рейтинг ФИДЕ в истории на тот момент — 2785, в то время как у шедшего вслед за ним Спасского он был 2660. Согласно Chessmetrics, рейтинг Фишера был 2895.
Фишер старался поставить себя выше других участников соревнований, из-за чего часто грубо нарушал регламент и требовал привилегий. Он часто сам организовывал соревнования, но в последний момент под надуманным предлогом, либо вовсе без объяснений, мог его отменить. Также он опаздывал к началу партий, но вскоре его соперники к этому привыкли.
Фишер изучал партии из женских турниров, но не считал женщин равноценными соперниками в шахматах, и вообще интеллектуально равными мужчинам. В 1962 году написал в журнале Harper: «Они все слабые, все женщины. Они глупы в сравнении с мужчинами. Им не надо играть в шахматы, вы понимаете. Они как начинающие. Они проигрывают каждую отдельно взятую партию против мужчины. Нет на свете женщины, которую я бы не победил, дав фору в коня».
Соперники уважали Фишера за выдающиеся успехи, но часто осуждали за эти странности. Комментаторы считали, что он с помощью повышенных требований влиял на организаторов, заставляя тех работать над улучшением турнирного быта и повышения материального благополучия ведущих шахматистов. Считается, что благодаря запросам Фишера призовой фонд матча на первенство мира значительно вырос. Спасский шутил: «Фишер — наш профсоюз», а американец говорил: «Я добьюсь того, чтобы к шахматам относились с не меньшим уважением, чем к боксу. Сколько бы ни запросил Мохаммед Али за своё очередное выступление, я потребую больше».

### Чемпион мира
Матч на первенство мира Спасский-Фишер состоялся в Рейкьявике в 1972 году и включал в себя 24 партии. Подготовка к матчу прошла в трудных переговорах: Фишер выдвинул требования, часть из которых была сочтена организаторами неприемлемыми. Он торговался до тех пор, пока это не привело к отказу Югославии от проведения матча и ультиматуму от Шахматной федерации СССР, которая потребовала от ФИДЕ либо утвердить условия матча, либо лишить претендента права на участие в нём. Призовой фонд впервые в истории составил 250 000 долларов. Во время матча тренером Фишера был Уильям Ломбарди. Фишер до и во время матча занимался плаванием и теннисом.
После поражения в 1-й партии Фишер заявил, что не будет играть матч, если из зала не уберут телекамеры и зрителей. Импресарио Фишера Честер Фокс подал иск против него на 1,75 млн долларов, заявив о «существенных финансовых потерях» из-за запрета на съёмку. Фишер намеренно опаздывал на 2-ю партию, но, узнав об иске Фокса, отправился на игру и потребовал вернуть ему время, на что получил отказ. Победа в партии была присуждена Спасскому. Фишеру позвонили с неизвестного номера (позже выяснилось, что звонил Генри Киссинджер), и сообщили, что в США его хотят видеть чемпионом. Следующие партии матча игрались в комнате за сценой без зрителей и телекамер.
Фишер быстро стал побеждать и догонять Спасского. Матч снова перенесли на сцену — Фишер не возражал, но попросил не вести съёмку с телекамер. К середине матча счёт стал 7-5 в пользу Фишера. Кроме телекамер, Фишера раздражал «шум в зале», «звуки конфетных обёрток», поэтому его секундант каждый раз зажигал табло с просьбой соблюдать тишину. Фишер также требовал деревянную доску, так как на мраморной клетки были якобы разного размера.
1 сентября матч закончился победой Фишера со счётом 12½-8½. Он проигнорировал вопросы репортёров, быстро сел в такси и уехал в отель, где сказал, что ждёт только поздравительную телеграмму от Ричарда Никсона. Его торжественно встретили в США Никсон и Киссинджер, сразу по возвращении он был приглашён президентом на обед в Белый дом, но отказался: «Терпеть не могу, когда я жую, а мне смотрят в рот». СМИ осыпали его комплиментами, многие знаменитости хотели брать у него уроки по шахматам. Победа Фишера сделала шахматы популярными на Западе, в том числе среди молодёжи, у которой Фишер был кумиром. Многих новорождённых американцев называли Бобби, на Бродвее ставились шахматные мюзиклы.

### После 1972 года
Фишер вскоре стал затворником: неохотно давал интервью, общался лишь с узким кругом своих друзей. Ему предлагали рекламировать автомобили Фольксваген, но он лично ознакомился с ними, нашёл недостатки и заявил, что их создали для самоубийц. Он установил плату за своё участие в общественных мероприятиях. Перед матчем со Спасским заявлял, что после завоевания короны будет ездить по миру и играть за очень большие гонорары, но 21-я партия матча стала последней официальной в карьере Фишера.
В 1972—1974 годах он не выходил на связь — не проводил конференций, не отвечал на запросы и приглашения. Только 3-4 человека из его окружения рассказывали, как чемпион мира проводит время. Шахматный журналист Берт Хохберг сказал, что Фишер сменил место жительства и проживал в неухоженном подвале дома руководителей секты Всемирной церкви Бога, а выходил на улицы Пасадины только ночью, чтобы его не узнали. Фишер носил с собой чёрный кожаный портфель, в котором, по утверждениям окружения, были таблетки с противоядием на случай отравления со стороны КГБ. Другие добавляли, что Фишер удалил все пломбы из своих зубов, чтобы ему не поставили микрофоны после анестезии. New York Post утверждала, что чемпиона заметили на улицах, когда он расклеивал листовки, в которых было написано: «США контролируются тёмной рукой секретного правителя мира».
Следующий матч на первенство мира планировался на Филиппинах весной 1975 года. Соперником Фишера должен был стать 23-летний Анатолий Карпов, впервые принявший участие в матчах претендентов и неожиданно одержавший победу. Фишер через группу адвокатов выдвинул ФИДЕ длинный и детально проработанный перечень требований по регламенту и организации матча на 60 страницах. Список включал в себя «огромный призовой фонд» (точной суммы не было), отсутствие зрителей и журналистов, а также несколько важнейших требований: матч продолжается до 10 побед, ничьи не учитываются, а при счёте 9-9 Фишер остаётся чемпионом (претендент же может выиграть только с разницей в 2 очка). Сначала президент ФИДЕ Макс Эйве сказал, что примет 90 % требований, но позже его позиция изменилась.
В результате длительных и тяжёлых переговоров прийти к соглашению по последним пунктам не удалось. Фишер заявил, что если его требования не будут выполнены, то он не станет играть матч. 3 апреля 1975 года ФИДЕ лишила его чемпионского титула и объявила новым чемпионом Карпова. Причиной выставления Фишером таких требований могла стать возможная катастрофа для него — поражение в матче, поскольку он был убеждён, что кроме него никто другой не мог быть лучшим шахматистом в мире. Кроме того, он не сыграл ни одной партии за 3 года, а Карпов был на пике своей карьеры. В интервью 2020 года Карпов заявил, что не считал себя фаворитом в матче, но у него были шансы.
В течение последующих двух лет была надежда, что матч с Карповым всё же состоится. В 1976—1977 годах Фишер вёл с ним переговоры о матче вне рамок ФИДЕ. Посредником выступил будущий президент ФИДЕ Флоренсио Кампоманес. Шахматисты трижды встречались лично, но переговоры ни к чему не привели.
Ещё во второй половине 1960-х годов он вступил в Всемирную церковь Бога и долгое время слушал по радио проповедников, но 1977 году покинул её, обвинив в сатанизме. Он стал одеваться как бездомный, селился в дешёвых отелях, продолжал носить с собой огромное количество витаминов, разные пилюли и говорил, что не хочет облегчить задачу коммунистам, которые придут его травить.
Фишер не вернулся в официальные шахматы, играл редко и только товарищеские партии. Были переговоры с Энрике Мекингом, Светозаром Глигоричем, Виктором Корчным и Яном Тимманом, но до матчей дело не дошло. В 1977 году Фишер выиграл 3 партии у слабой компьютерной программы, в 1981 году сыграл матч по быстрым шахматам против Питера Байасаса, выиграв все 17 партий.
26 мая 1981 года полиция Пасадины арестовала экс-чемпиона по подозрению в ограблении банка. Фишер отказался отвечать на вопросы и был доставлен в тюрьму, где провёл двое суток. Полиция сняла обвинения и освободила Фишера, но присудила штраф в 1000 долларов за порчу имущества тюрьмы и неподчинение ей. Фишер написал 14-страничную брошюру «Меня мучили в тюрьме Пасадины», которая позже стала шахматным бестселлером в США.
Фишер многократно отказывался от выгодных предложений. В статье Esquire от 1992 года было написано, что Фердинанд Маркос предлагал ему 3 млн долларов за участие в филиппинском турнире, также ему предлагали играть в Иране (за 2 млн), Катаре, ЮАР, Чили и Аргентине. Испанский миллионер предложил Фишеру 4 млн, но тот ответил, что цифра слишком мала. Позже Фишер согласился сыграть за 250 000 долларов выставочную партию в Сизарс-пэласе. Также он проводил шахматные консультации и встречи с поклонниками, получая за каждую несколько тысяч долларов.
В 1988 году Фишер получил патент (U.S. Patent 4 884 255) на новые шахматные часы, в которых игрокам после каждого хода добавляется определённое количество времени, что позволяет избегать цейтнота. По сей день часы с данной системой хронометража используются ФИДЕ на официальных соревнованиях, в том числе самого высокого уровня.

### Матч-реванш со Спасским
Про Фишера практически забыли, но, когда в 1992 году югославский банкир Е. Василевич предложил ему сыграть коммерческий матч-реванш со Спасским, он согласился. Зита Райчани (возлюбленная Фишера) говорила, что, возможно, именно их общение повлияло на его решение вернуться к шахматам. Призовой фонд матча составил 5 млн долларов, из которых 3 350 000 получает победитель. Матч проходил на острове Свети-Стефан, во время игры использовались изобретённые Фишером шахматные часы. Условия выбрал Фишер — те же, что и для матча с Карповым — до 10 побед.
В Югославии шла гражданская война, а до начала матча Фишеру пришло письмо от Госдепа США, в котором сообщалось, что его присутствие на территории страны нарушает международное эмбарго. Фишеру грозило до 10 лет тюрьмы. На предматчевой пресс-конференции он демонстративно разорвал письмо и плюнул на него: «Я заставил людей поверить, что Штаты — интеллектуальная держава, что в ней живут умные люди, а они вместо благодарности разорили меня, унизили меня, плюнули на меня. И я отвечаю им тем же». Он также сказал, что не поддерживает санкции ООН против Югославии и сделал множество скандальных заявлений. Перед матчем-реваншем Фишер выиграл тренировочный матч у Светозара Глигорича с результатом +6-1=3.
Первую партию матча-реванша выиграл Фишер, но после 10 партий стал отставать в счёте. Потом Фишер опять стал выигрывать, но журналисты отмечали, что происходило это из-за ошибок Спасского. C 12-й партии матч стал играться в Белграде. 5 ноября, спустя 63 дня после начала матча, Фишер победил Спасского со счётом 10-5; всего было сыграно 30 партий. Фишер называл его «матчем на первенство мира» и заявил, что продолжает считать себя чемпионом, поскольку его так никто и не победил. В шахматном мире его заявления не рассматривались всерьёз, однако матч вызвал огромный интерес.
Известные шахматисты и комментаторы отмечали, что Фишер играл заметно слабее, чем 20 лет назад. Гарри Каспаров сказал: «Я говорю не о личности, а о партиях Фишера, и они очень слабые», а также сказал про возможный матч с Фишером: «За большие деньги — соглашусь. Это будет для меня не матч, а семечки».

### После матча
В конце 1980-х годов Фишер познакомился по переписке с 18-летней Зитой Райчани. После победы в матче-реванше он несколько месяцев жил в отеле Interconinental в Белграде, где встречался с ней. В июне 1993 года властями США был выдан ордер на арест Фишера в связи с нарушением экономического эмбарго, наложенным ООН на Югославию. Фишеру нельзя было возвращаться в США, а мировые СМИ сообщали, что с 1994 по 1996 годы видели его в разных странах мира — от Японии до Аргентины. Также экс-чемпиону мира были предъявлены обвинения за неуплату налогов с 1976 года, ему грозил штраф в 250 000 долларов. Некоторое время Фишер жил в Будапеште, в 1994 году расстался с Зитой Райчани, после чего несколько лет путешествовал по Центральной Европе и познакомился с Юдит и Сьюзен Полгар. В конце 1990-х годов Фишер помогал тогдашнему шахматному вундеркинду Петеру Леко.
18 июня 1996 года Фишер презентовал свой вариант шахмат Фишер-рэндом (с теми же правилами, что и в классических шахматах, но с другой начальной расстановкой) на пресс-конференции в Буэнос-Айресе. Многие аргентинские гроссмейстеры не присутствовали, журналистов также было мало. Начал он свою презентацию с жалоб, касающихся редактирования его книги «Мои 60 памятных партий» без согласия, а также других книг и фильма «В поисках Бобби Фишера», за которые он не получил никаких денег. Фишер анонсировал матч по продвижению его варианта шахмат в Ла-Плате между Эугенио Торре и Пабло Рикарди, но он не состоялся. Фишер вернулся в Европу, сохранив доверие только Карлоса Гарсии Палермо, и снова стал жить затворником.
В 1999 году выступил в венгерском радиоэфире с ругательствами в адрес евреев и отрицанием Холокоста, поэтому ведущий прервал его. В другом выступлении Фишер заявил: «Америка находится под полным контролем евреев. Всё начальство — евреи, тайные евреи или ЦРУшные крысы, которые на евреев работают. <…> Посмотрите, что они натворили в Югославии». В 2001 году, после терактов 11 сентября, Фишер выступил на филиппинском «Радио Бомбо»: «Замечательные новости… когда их убивают… кто-то должен был надрать задницу этим американцам…».
В начале нулевых неизвестный игрок поднялся на 1-ю строчку рейтинга в Internet Chess Club, играя странные и некорректные дебюты. Позже Найджел Шорт с уверенностью в 99 % сказал, что это был Фишер.
В 2000 году он порвал отношения со своими венгерскими знакомыми и переехал жить на Восток. С 2000 по 2002 год Фишер жил в Багио и познакомился с 22-летней Мэрилин Янг, которая 21 мая 2001 года родила дочь Джинки. Она сказала, что отцом был Фишер, но после смерти экс-чемпиона мира была сделана экспертиза ДНК и выяснилось, что это не так. Фишер впоследствии не общался с семьёй Янг, но несколько раз отправлял ей крупные суммы денег. Потом он жил в Японии со своей подругой Миёко Ватаи, с которой познакомился в 1970-х годах.
Фишера скрытно разыскивала администрация президента США Джорджа Буша-младшего за нарушение международных санкций. Он обновил американский паспорт в 1997 году, однако в ноябре 2003 года Госдеп США его аннулировал. Сам Фишер узнал об этом лишь 13 июля 2004 года, когда при попытке вылететь из Японии на Филиппины был арестован за незаконное проникновение на территорию страны и помещён в тюрьму для нелегальных иммигрантов. США потребовали выдать Фишера как уголовного преступника. Находясь в заключении, Фишер письменно заявил о своём отказе от американского гражданства, подал прошение о предоставлении политического убежища и иск о незаконном аресте. Адвокаты Фишера утверждали, что он ничего не знал об аннулировании своего паспорта, кроме того, его арест в любом случае незаконен, поскольку на момент приезда в Японию его паспорт был действителен. Было заявлено, что арест Фишера — преследование по политическим мотивам, в котором обвинили персонально президента США Джорджа Буша и премьер-министра Японии Дзюнъитиро Коидзуми.
Фишер провёл в тюрьме 8 месяцев и заключил гражданский брак с Миёко, 24 марта 2005 года был депортирован в Исландию, получив там паспорт иностранца. Перед вылетом из Японии Фишер посчитал свой арест похищением и сказал, что Буш и Коидзуми «должны быть повешены как военные преступники».

### Последние годы жизни, тяжба о наследстве
После депортации из Японии Фишер жил в Рейкьявике по адресу Klapparstigur, 7. Прибыв туда, он дал пресс-конференцию. Фишер вёл затворнический образ жизни, боялся посещать больницы, избегал выгодных предложений предпринимателей.
В сентябре 2007 года Фишер был госпитализирован с почечной недостаточностью, позже была также диагностирована остеосаркома с метастазами в печень, простату и почку. Фишеру предлагали операцию, но он отказался. Последними словами Бобби Фишера были: «Ничто так не лечит, как человеческое тепло». Умер 17 января 2008 года, похоронен 21 января на кладбище католического прихода города Сельфосс, в 50 км от Рейкьявика. Похороны, по желанию самого Фишера, были скромными, на них присутствовало только несколько его исландских друзей и Миёко Ватаи. На могиле установлено скромное надгробие, на котором выгравировано лишь имя «Роберт Джеймс Фишер» и даты жизни.
Фишер умер, не оставив завещания, в связи с чем его состояние в 2 млн долларов (по другим источникам — 5 млн, часть из которого была в золоте) должно было быть распределено в соответствии с законом. Муниципальный суд Рейкьявика признал единственной наследницей Фишера Миёко Ватаи как его законную супругу, но в 2009 году Верховный суд Исландии отменил это решение, сочтя, что вдова покойного не представила достаточных доказательств того, что брак был заключён в полном соответствии с законом.
Кроме Миёко Ватаи, на наследство претендовали два американских племянника Фишера (дети его сестры Джоан), власти США, имевшие финансовые претензии к Фишеру по поводу многолетней неуплаты им налогов, а также его филиппинская сожительница Мэрилин Янг, которая потребовала признать Джинки Янг дочерью Фишера и на этом основании выделить ей долю в наследстве.
Для подтверждения претензий Мэрилин Янг была необходима генетическая экспертиза. Сначала Мэрилин рассчитывала найти кровь Фишера в одной из больниц, где он лежал незадолго до смерти, но поиски оказались безуспешными. В итоге она обратилась в суд за разрешением на эксгумацию тела Фишера с целью получения материала для генетической экспертизы. Несколько раз суды низших инстанций отказывали, в результате дело тянулось более двух лет и дошло до Верховного суда Исландии. 18 июня 2010 года появились сообщения, что Верховный суд, приняв во внимание доказанный факт передачи Фишером денег Мэрилин, удовлетворил ходатайство. Представители американской родни шахматиста заявили, что с уважением относятся к решению суда и будут ждать результатов экспертизы. Результаты теста были объявлены 17 августа 2010 года в окружном суде Рейкьявика. Экспертиза показала, что Бобби Фишер не является отцом Джинки Янг. Таким образом, семья Янг выбыла из спора за наследство Фишера.
Судебное разбирательство по распределению наследства между оставшимися претендентами началось в сентябре 2010 года в Рейкьявике. 4 марта 2011 года появилось сообщение, что муниципальный суд Рейкьявика, приняв во внимание дополнительные доказательства, предоставленные Миёко Ватаи, счёл доказанным факт её законного брака с Фишером и подтвердил своё предыдущее решение о передаче ей всего наследства. Адвокат, представляющий интересы племянников Фишера, заявил, что на это решение будет подана новая апелляция.

## Характеристика творческой манеры
Фишер был выдающимся исследователем дебюта и обогатил шахматную теорию множеством разработок. Чаще всего Фишер начинал свои партии ходом 1.е4, также придумал свою защиту в королевском гамбите (1.e4 e5 2.f4 exf4 3. Nf3 d6). Фишер показывал хорошие результаты в разменном варианте испанской партии и сделал это продолжение популярным. Чёрными он играл в ответ на 1. е4 сицилианскую защиту (чаще всего — вариант Найдорфа), а на 1. d4 — староиндийскую защиту и защиту Грюнфельда.
Фишер говорил по-русски и по-сербски, читал специальную литературу на этих языках, а также на сербо-хорватском, испанском и немецком. Благодаря своей памяти мог наизусть повторить текст на исландском, который впервые увидел.

### Мнения
Алексей Суэтин характеризовал творческую манеру Фишера:

…отличительная особенность игры Фишера — замечательная чёткость, конкретность, рационалистичность мышления. Даже самым сильным гроссмейстерам в поисках за доской не чужды увлечения: заманчивые, нереальные, но фантастичные продолжения могут помешать им правильно рассчитать варианты. А вот когда изучаешь игру Фишера (даже в блицпартиях!), создаётся впечатление, что он холодно, без колебаний, автоматически отбрасывает все эти красоты. Зато все усилия направляет на отыскание истины.
— Суэтин А.. Послесловие // Фишер Р. Д. Мои 60 памятных партий. — М.: Физкультура и спорт, 1972. — С. 230. — (Выдающиеся шахматисты мира).
Карпов сказал: «Я не знаю никого другого в истории шахмат, кому наша игра была бы так обязана».
Владимир Крамник в одном из интервью охарактеризовал стиль игры Фишера, сказав, что «был период карьеры [матчи претендентов 1971 и матч со Спасским], когда он обладал всем сразу: энергией, волей, подготовкой, силой игры». Фишер стал первым, кому удавалось создавать напряжение на доске с первого до последнего хода. В позиции любого типа он не давал сопернику передышки. Стиль игры 14-й чеспион мира назвал «кумулятивным», с элементами стиля Александра Алехина, Смыслова и Спасского. Однако Фишер не был силён в нестандартных позициях (он это признавал), в которых не было чёткого плана, а Спасский наоборот в этом случае его превосходил. Также, по мнению Крамника, особое внимание Фишер уделял дебютной подготовке, поэтому сразу с начала партии ставил ловушки и создавал проблемы соперникам. Позднее эти «шахматы высокого уровня» были модернизировны Каспаровым.
В своей книге «No Regrets» о матче 1992 года Яссер Сейраван разделил игроков на несколько групп и назвал Фишера «заслуженным тактиком и теоретиком».

### Известные партии
В 1956 году Фишер обыграл чемпиона США (1953) Дональда Бирна. Партия была высоко оценена сообществом, Ханс Кмох в Chess Review назвал её партией века. Карстен Мюллер сказал: «Если Фишер до этой парии ещё не был широко известен, то после неё ситуация изменилась раз и навсегда». Фишер делал примечания к ней в книге «Bobby Fischer’s Games of Chess», но в свою книгу «Мои 60 памятных партий» не стал её включать.
1. Nf3 Nf6 2. c4 g6 3. Nc3 Bg7 4. d4 O-O 5. Bf4 d5 6. Qb3 dxc4 7. Qxc4 c6 8. e4 Nbd7 9. Rd1 Nb6 10. Qc5 Bg4 11. Bg5 Na4 12. Qa3 Nxc3 13. bxc3 Nxe4 14. Bxe7 Qb6 15. Bc4 Nxc3 16. Bc5 Rfe8+ 17. Kf1 Be6 18. Bxb6 Bxc4+ 19. Kg1 Ne2+ 20. Kf1 Nxd4+ 21. Kg1 Ne2+ 22. Kf1 Nc3+ 23. Kg1 axb6 24. Qb4 Ra4 25. Qxb6 Nxd1 26. h3 Rxa2 27. Kh2 Nxf2 28. Re1 Rxe1 29. Qd8+ Bf8 30. Nxe1 Bd5 31. Nf3 Ne4 32. Qb8 b5 33. h4 h5 34. Ne5 Kg7 35. Kg1 Bc5+ 36. Kf1 Ng3+ 37. Ke1 Bb4+ 38. Kd1 Bb3+ 39. Kc1 Ne2+ 40. Kb1 Nc3+ 41. Kc1 Rc2#

На чемпионате США 1958 Фишер обыграл Решевского, поймав его на комбинации из партии Геогрий Бастриков — Леонид Шамкович, сыгранной в том же году на первенстве РСФСР в Сочи. 
[Event "Import"]
[Site "https://lichess.org/8sCckD9S"]
[Date "2018.07.02"]
[White "?"]
[Black "?"]
[Result "*"]
[UTCDate "2018.07.02"]
[UTCTime "04:59:55"]
[WhiteElo "?"]
[BlackElo "?"]
[Variant "Standard"]
[TimeControl "-"]
[ECO "B35"]
[Opening "Sicilian Defense: Accelerated Dragon, Modern Bc4 Variation"]
[Termination "Unterminated"]
[Annotator "lichess.org"]
1. e4 c5 2. Nf3 Nc6 3. d4 cxd4 4. Nxd4 g6 5. Nc3 Bg7 6. Be3 Nf6 7. Bc4 O-O 8. Bb3 Na5 9. e5 Ne8 10. Bxf7+ Kxf7 11. Ne6 dxe6 12. Qxd8 Nc6 13. Qd2 Bxe5 14. O-O Nd6 15. Bf4 Nc4 16. Qe2 Bxf4 17. Qxc4 Kg7 18. Ne4 Bc7 19. Nc5 Rf6 20. c3 e5 21. Rad1 Nd8 22. Nd7 Rc6 23. Qh4 Re6 24. Nc5 Rf6 25. Ne4 Rf4 26. Qxe7+ Rf7 27. Qa3 Nc6 28. Nd6 Bxd6 29. Rxd6 Bf5 30. b4 Rff8 31. b5 Nd8 32. Rd5 Nf7 33. Rc5 a6 34. b6 Be4 35. Re1 Bc6 36. Rxc6 bxc6 37. b7 Rab8 38. Qxa6 Nd8 39. Rb1 Rf7 40. h3 Rfxb7 41. Rxb7+ Rxb7 42. Qa8
В 1963 году обыграл Бирна. Бирн говорил: «Заключительная комбинация настолько глубока, что даже в момент моей капитуляции два гроссмейстера, комментировавшие партию для зрителей в другом зале, полагали, что у меня выигранная позиция!»
[Event "USA-ch"]
[White "Byrne,Robert Eugene"]
[Black "Fischer,Robert James"]
[Site "New York,NY"]
[Round "3"]
[Annotator "ChessBase"]
[Result "0-1"]
[Date "1963.12.18"]
[PlyCount "42"]
1. d4 Nf6 2. c4 g6 3. g3 c6 4. Bg2 d5 5. cxd5 cxd5 6. Nc3 Bg7 7. e3 O-O 8. Nge2 Nc6 9. O-O b6 10. b3 Ba6 11. Ba3 Re8 12. Qd2 e5 13. dxe5 Nxe5 14. Rfd1 Nd3 15. Qc2 Nxf2 16. Kxf2 Ng4+ 17. Kg1 Nxe3 18. Qd2 Nxg2 19. Kxg2 d4 20. Nxd4 Bb7+ 21. Kf1 Qd7

В 1971 году Фишер показательно обыграл Тайманова в эндшпиле «слон против коня». Позже эндшпиль был разобран в разных шахматных учебниках.
[Event "Candidates qf3"]
[Site "Vancouver"]
[Date "1971.05.25"]
[Round "4"]
[White "Fischer, Robert James"]
[Black "Taimanov, Mark E"]
[Result "1-0"]
[WhiteElo "2740"]
[BlackElo "2620"]
[Variant "Standard"]
[TimeControl "-"]
[ECO "B47"]
[Opening "Sicilian Defense: Taimanov Variation, Bastrikov Variation"]
[Termination "Unknown"]
[Annotator "lichess.org"]
1. e4 c5 2. Nf3 Nc6 3. d4 cxd4 4. Nxd4 Qc7 5. Nc3 e6 6. g3 a6 7. Bg2 Nf6 8. O-O Nxd4 9. Qxd4 Bc5 10. Bf4 d6 11. Qd2 h6 12. Rad1 e5 13. Be3 Bg4 14. Bxc5 dxc5 15. f3 Be6 16. f4 Rd8 17. Nd5 Bxd5 18. exd5 e4 19. Rfe1 Rxd5 20. Rxe4+ Kd8 21. Qe2 Rxd1+ 22. Qxd1+ Qd7 23. Qxd7+ Kxd7 24. Re5 b6 25. Bf1 a5 26. Bc4 Rf8 27. Kg2 Kd6 28. Kf3 Nd7 29. Re3 Nb8 30. Rd3+ Kc7 31. c3 Nc6 32. Re3 Kd6 33. a4 Ne7 34. h3 Nc6 35. h4 h5 36. Rd3+ Kc7 37. Rd5 f5 38. Rd2 Rf6 39. Re2 Kd7 40. Re3 g6 41. Bb5 Rd6 42. Ke2 Kd8 43. Rd3 Kc7 44. Rxd6 Kxd6 45. Kd3 Ne7 46. Be8 Kd5 47. Bf7+ Kd6 48. Kc4 Kc6 49. Be8+ Kb7 50. Kb5 Nc8 51. Bc6+ Kc7 52. Bd5 Ne7 53. Bf7 Kb7 54. Bb3 Ka7 55. Bd1 Kb7 56. Bf3+ Kc7 57. Ka6 Nc8 58. Bd5 Ne7 59. Bc4 Nc6 60. Bf7 Ne7 61. Be8 Kd8 62. Bxg6 Nxg6 63. Kxb6 Kd7 64. Kxc5 Ne7 65. b4 axb4 66. cxb4 Nc8 67. a5 Nd6 68. b5 Ne4+ 69. Kb6 Kc8 70. Kc6 Kb8 71. b6

6-я партия матча со Спасским также является наиболее известной. До партии счёт был равным, но Фишер её выиграл и захватил инициативу, не отдавая её до конца матча. Позже партию прозвали легендарной.
[Event "World Championship 28th"]
[Site "Reykjavik"]
[Date "1972.07.23"]
[Round "6"]
[White "Fischer, Robert James"]
[Black "Spassky, Boris V"]
[Result "1-0"]
[GameId "rWrwdkZw"]
[WhiteElo "2785"]
[BlackElo "2660"]
[Variant "Standard"]
[TimeControl "-"]
[ECO "D59"]
[Opening "Queen's Gambit Declined: Tartakower Defense"]
[Termination "Unknown"]
[Annotator "lichess.org"]
1. c4 e6 2. Nf3 d5 3. d4 Nf6 4. Nc3 Be7 5. Bg5 O-O 6. e3 h6 7. Bh4 b6 8. cxd5 Nxd5 9. Bxe7 Qxe7 10. Nxd5 exd5 11. Rc1 Be6 12. Qa4 c5 13. Qa3 Rc8 14. Bb5 a6 15. dxc5 bxc5 16. O-O Ra7 17. Be2 Nd7 18. Nd4 Qf8 19. Nxe6 fxe6 20. e4 d4 21. f4 Qe7 22. e5 Rb8 23. Bc4 Kh8 24. Qh3 Nf8 25. b3 a5 26. f5 exf5 27. Rxf5 Nh7 28. Rcf1 Qd8 29. Qg3 Re7 30. h4 Rbb7 31. e6 Rbc7 32. Qe5 Qe8 33. a4 Qd8 34. R1f2 Qe8 35. R2f3 Qd8 36. Bd3 Qe8 37. Qe4 Nf6 38. Rxf6 gxf6 39. Rxf6 Kg8 40. Bc4 Kh8 41. Qf4

## Спортивные достижения

### Турниры
| Год       | Город                   | Соревнование                                   | +  | −  | =  | Результат | Место |
| --------- | ----------------------- | ---------------------------------------------- | -- | -- | -- | --------- | ----- |
| 1955      | Нью-Йорк                | Первенство Бруклинского шахматного клуба       | 3  | 1  | 3  | 4½ из 7   | 3—5   |
| 1955      | Нью-Джерси              | Первенство США среди любителей                 | 1  | 2  | 3  | 2½ из 6   | 32    |
| 1955      | Нью-Йорк                | Первенство Вашингтонского парка                | 3  | 2  | 3  | 4½ из 8   | 15—60 |
| 1955      | Линкольн                | Небраска, юношеское первенство США             | 2  | 2  | 6  | 5 из 10   | 11—21 |
| 1956      | Нью-Йорк                | Первенство Нью-Йорка                           | 4  | 1  | 2  | 5 из 7    | 5—7   |
| 1956      | Нью-Йорк                | Манхэттенский шахматный клуб, турнир «А»       | 7  | 1  | 4  | 9 из 12   | 1     |
| 1956      | Нью-Йорк                | Столичная лига, командное первенство           | 4  | 0  | 1  | 4½ из 5   | —     |
| 1956      | Асберн-Парк, Нью-Джерси | Первенство США среди любителей                 | 3  | 1  | 2  | 4 из 6    | 12    |
| 1956      | Филадельфия             | Юношеское первенство США                       | 8  | 1  | 1  | 8½ из 10  | 1     |
| 1956      | Оклахома-Сити           | LVII открытое первенство США                   | 5  | 0  | 7  | 8½ из 13  | 4—8   |
| 1956      | Монреаль                | Открытое первенство Канады                     | 6  | 2  | 2  | 7 из 10   | 8—12  |
| 1956      | Нью-Йорк                | III турнир за приз Розенвальда                 | 2  | 4  | 5  | 4½ из 11  | 8—9   |
| 1956      | Вашингтон               | Открытое первенство Восточных Штатов           | 5  | 1  | 1  | 5½ из 7   | 2—5   |
| 1956/1957 | Нью-Йорк                | Полуфинал Манхэттенского шахматного клуба      | 2  | 2  | 1  | 2½ из 5   | 4     |
| 1957      | Вест-Орандж, Нью-Джерси | Открытое первенство Лонг-Кэбин                 | 4  | 2  | 0  | 4 из 6    | 6—11  |
| 1957      | Лонг-Кэбин              | 50-50                                          | 3  | 0  | 2  | 4 из 5    |       |
| 1957      | Нью-Йорк                | Столичная лига, командное первенство           | 5  | 0  | 0  | 5 из 5    | —     |
| 1957      | Нью-Йорк                | матч с М. Эйве                                 | 0  | 1  | 1  | ½ из 2    |       |
| 1957      | Милуоки, Висконсин      | Открытое первенство Западных Штатов            | 5  | 1  | 2  | 6 из 8    | 7     |
| 1957      | Сан-Франциско           | Юношеское первенство США                       | 8  | 0  | 1  | 8½ из 9   | 1     |
| 1957      | Кливленд, Огайо         | LVIII открытое первенство США                  | 8  | 0  | 4  | 10 из 12  | 1—2   |
| 1957      | Ист-Орандж, Нью-Джерси  | Первенство штата Нью-Джерси                    | 6  | 0  | 1  | 6½ из 7   | 1     |
| 1957      | Нью-Йорк                | Матч с Д. Беннизоном                           | 3  | 0  | 1  | 3½ из 4   |       |
| 1957      | Нью-Йорк                | Матч с Р. Кардосо (8 партий)                   | 5  | 1  | 2  | 6 из 8    |       |
| 1957      | Милуоки, Висконсин      | Открытое первенство Среднего Севера            | 4  | 1  | 2  | 5 из 7    | 6—16  |
| 1957/1958 | Нью-Йорк                | XII первенство США                             | 8  | 0  | 5  | 10½ из 13 | 1     |
| 1958      | Белград                 | Матч против Д. Яношевича                       | 0  | 0  | 2  | 1 из 2    |       |
| 1958      | Белград                 | Матч против М. Матуловича                      | 2  | 1  | 1  | 2½ из 4   |       |
| 1958      | Порторож                | Межзональный турнир                            | 6  | 2  | 12 | 12 из 20  | 5—6   |
| 1958/1959 | Нью-Йорк                | XIII первенство США                            | 6  | 0  | 5  | 8½ из 11  | 1     |
| 1959      | Мар-дель-Плата          |                                                | 8  | 2  | 4  | 10 из 14  | 3—4   |
| 1959      | Сантьяго                | Мемориал А. Пальма                             | 7  | 4  | 1  | 7½ из 12  | 4—6   |
| 1959      | Цюрих                   |                                                | 8  | 2  | 5  | 10½ из 15 | 3—4   |
| 1959      | Блед — Загреб — Белград | Турнир претендентов                            | 8  | 11 | 9  | 12½ из 28 | 5—6   |
| 1959/1960 | Нью-Йорк                | XIV первенство США                             | 7  | 0  | 4  | 9 из 11   | 1     |
| 1960      | Мар-дель-Плата          |                                                | 13 | 1  | 1  | 13½ из 15 | 1—2   |
| 1960      | Буэнос-Айрес            |                                                | 3  | 5  | 11 | 8½ из 19  | 13—16 |
| 1960      | Рейкьявик               |                                                | 3  | 0  | 1  | 3½ из 4   | 1     |
| 1960      | Берлин                  | Матч США — ФРГ (партия с К. Даргой)            | 1  | 0  | 0  | 1 из 1    |       |
| 1960      | Лейпциг                 | XIV Олимпиада                                  | 10 | 2  | 6  | 13 из 18  | 3     |
| 1960/1961 | Нью-Йорк                | XV первенство США                              | 7  | 0  | 4  | 9 из 11   | 1     |
| 1961      | Нью-Йорк — Лос-Анджелес | Матч с Сэмуэлем Решевским (из 16 партий)       | 2  | 2  | 7  | 5½ из 11  |       |
| 1961      | Блед                    | Мемориал А. Алехина                            | 8  | 0  | 11 | 13½ из 19 | 2     |
| 1961      |                         | Консультационная партия по радио с Лондоном    | 0  | 0  | 1  | ½ из 1    |       |
| 1962      | Стокгольм               | Межзональный турнир                            | 13 | 0  | 9  | 17½ из 22 | 1     |
| 1962      | Копенгаген              | Партия с Б. Ларсеном                           | 1  | 0  | 0  | 1 из 1    |       |
| 1962      | Кюрасао                 | Турнир претендентов                            | 8  | 7  | 12 | 14 из 27  | 4     |
| 1962      | Варна                   | XV Олимпиада                                   | 8  | 3  | 6  | 11 из 17  | 8     |
| 1962      |                         | Матч США — Польша (партия с Б. Сливой)         | 1  | 0  | 0  | 1 из 1    |       |
| 1962/1963 | Нью-Йорк                | XVII первенство США                            | 6  | 1  | 4  | 8 из 11   | 1     |
| 1963      | Бей-Сити, Мичиган       | Открытое первенство Западных Штатов            | 7  | 0  | 1  | 7½ из 8   | 1     |
| 1963      | Покипси, Нью-Йорк       | Открытое первенство штата Нью-Йорк             | 7  | 0  | 0  | 7 из 7    | 1     |
| 1963/1964 | Нью-Йорк                | XVIII первенство США                           | 11 | 0  | 0  | 11 из 11  | 1     |
| 1965      | Гавана                  | IV мемориал Капабланки (по телетайпу)          | 12 | 3  | 6  | 15 из 21  | 2—4   |
| 1965/1966 | Нью-Йорк                | XX первенство США                              | 8  | 2  | 1  | 8½ из 11  | 1     |
| 1966      | Лос-Анджелес            | Кубок Пятигорского                             | 7  | 3  | 8  | 11 из 18  | 2     |
| 1966      | Гавана                  | XVII Олимпиада                                 | 14 | 1  | 2  | 15 из 17  | 2     |
| 1966/1967 | Нью-Йорк                | XXI первенство США                             | 8  | 0  | 3  | 9½ из 11  | 1     |
| 1967      | Монако                  |                                                | 6  | 1  | 2  | 7 из 9    | 1     |
| 1967      | Скопье                  |                                                | 12 | 2  | 3  | 13½ из 17 | 1     |
| 1967      | Сус                     | Межзональный турнир                            | 7  | 0  | 3  | 8½ из 10  |       |
| 1968      | Нетания                 | Израиль                                        | 10 | 0  | 3  | 11½ из 13 | 1     |
| 1968      | Винковцы, Югославия     |                                                | 9  | 0  | 4  | 11 из 13  | 1     |
| 1969      | Нью-Йорк                | Столичная лига (партия с Э. Сейди)             | 1  | 0  | 0  | 1 из 1    |       |
| 1970      |                         | Матч века                                      | 2  | 0  | 2  | 3 из 4    |       |
| 1970      | Герцег-Нови, Югославия  | Международный турнир по блицу                  | 17 | 1  | 4  | 19 из 22  | 1     |
| 1970      | Загреб                  |                                                | 10 | 1  | 6  | 13 из 17  | 1     |
| 1970      | Буэнос-Айрес            |                                                | 13 | 0  | 4  | 15 из 17  | 1     |
| 1970      | Зиген                   | XIX Олимпиада                                  | 8  | 1  | 4  | 10 из 13  | 2     |
| 1970      | Зиген                   | Партия с У. Андерссоном                        | 1  | 0  | 0  | 1 из 1    |       |
| 1970      | Пальма-де-Мальорка      | Межзональный турнир                            | 15 | 1  | 7  | 18½ из 23 | 1     |
| 1971      | Ванкувер                | 1/4 финала матча претендентов против Тайманова | 6  | 0  | 0  | 6 из 6    |       |
| 1971      | Денвер                  | 1/2 матчей претендентов против Ларсена         | 6  | 0  | 0  | 6 из 6    |       |
| 1971      | Буэнос-Айрес            | Финал матчей претендентов против Петросяна     | 5  | 1  | 3  | 6½ из 9   |       |
| 1972      | Рейкьявик               | Матч на первенство мира со Спасским            | 7  | 3  | 11 | 12½ из 21 |       |
| 1992      | Свети-Стефан, Белград   | Матч-реванш со Спасским                        | 10 | 5  | 15 | 17½ из 30 |       |

### Личные счёты
| Противник          | +  | −  | =  | Всего     |
| ------------------ | -- | -- | -- | --------- |
| Авербах, Юрий      | 0  | 0  | 1  | ½ из 1    |
| Ботвинник, Михаил  | 0  | 0  | 1  | ½ из 1    |
| Бронштейн, Давид   | 0  | 0  | 2  | 1 из 2    |
| Геллер, Ефим       | 3  | 5  | 2  | 4 из 10   |
| Керес, Пауль       | 4  | 3  | 3  | 5½ из 10  |
| Корчной, Виктор    | 2  | 2  | 4  | 4 из 8    |
| Петросян, Тигран   | 8  | 4  | 15 | 15½ из 27 |
| Полугаевский, Лев  | 0  | 0  | 1  | ½ из 1    |
| Смыслов, Василий   | 3  | 1  | 5  | 5½ из 9   |
| Спасский, Борис    | 17 | 10 | 28 | 31 из 55  |
| Тайманов, Марк     | 7  | 0  | 1  | 7½ из 8   |
| Таль, Михаил       | 2  | 4  | 5  | 4½ из 11  |
| Тукмаков, Владимир | 1  | 0  | 0  | 1 из 1    |
| Холмов, Ратмир     | 1  | 1  | 0  | 1 из 2    |
| Штейн, Леонид      | 1  | 0  | 1  | 1½ из 2   |

| Противник          | +  | − | =  | Всего     |
| ------------------ | -- | - | -- | --------- |
| Бенко, Пал         | 8  | 3 | 7  | 11½ из 18 |
| Георгиу, Флорин    | 1  | 1 | 2  | 2 из 4    |
| Глигорич, Светозар | 6  | 4 | 6  | 9 из 16   |
| Горт, Властимил    | 1  | 0 | 3  | 2½ из 4   |
| Дарга, Клаус       | 1  | 0 | 1  | 1½ из 2   |
| Ивков, Борислав    | 4  | 2 | 4  | 6 из 10   |
| Ларсен, Бент       | 10 | 2 | 1  | 10½ из 13 |
| Матулович, Милан   | 4  | 1 | 2  | 5 из 7    |
| Найдорф, Мигель    | 4  | 1 | 4  | 6 из 9    |
| Олафссон, Фридрик  | 8  | 2 | 2  | 9 из 12   |
| Пахман, Людек      | 2  | 2 | 4  | 4 из 8    |
| Портиш, Лайош      | 4  | 0 | 5  | 6½ из 9   |
| Решевский, Самуэль | 9  | 4 | 13 | 15½ из 26 |
| Сабо, Ласло        | 3  | 0 | 2  | 4 из 5    |
| Ульман, Вольфганг  | 3  | 1 | 4  | 5 из 8    |
| Унцикер, Вольфганг | 4  | 1 | 3  | 5½ из 8   |
| Филип, Мирослав    | 3  | 0 | 5  | 5½ из 8   |
| Эйве, Макс         | 1  | 1 | 1  | 1½ из 3   |

## Фишер и спецслужбы
В 2002 году газета The Philadelphia Inquirer со ссылкой на оказавшиеся в её руках архивные документы опубликовала статью о том, что Фишер в течение длительного времени был на подозрении ФБР как предполагаемый агент советской разведки. По предположениям, Фишер мог быть завербован во время поездки в Москву в 1958 году. На подозрения наводило знание Фишером русского языка, а главное — личность его матери, Регины Фишер, которая не скрывала своих левых убеждений, бежала из гитлеровской Германии в СССР, несколько лет жила там, окончила Первый медицинский институт, именно в Москве познакомилась с будущим мужем и лишь в 1939 году выехала в США.
Заподозрив Регину Фишер в работе на КГБ, ФБР установило наблюдение за ней и её семьёй с момента приезда в Чикаго, но, судя по всему, никаких реальных фактов так и не получило, хотя слежка за Фишерами продолжалась до 1997 года, когда Регина умерла. В донесениях агентов лишь отмечались настроения и высказывания Фишеров, в частности, их резко отрицательное отношение к войне во Вьетнаме, которое, по мнению руководства ФБР, нанесло ущерб престижу США.

## Фильмография
В 2011 году вышел документальный фильм «Бобби Фишер против всего мира», посвящённый биографии Фишера.
В ноябре 2015 года был снят художественный фильм «Жертвуя пешкой».